# Національна галерея Словенії
 Національна галерея Словенії  (словен. Narodna galerija Slovenije) в Любляні  — провідний художній музей Словенії.
Національна галерея Словенія була заснована в 1918 році, після розпаду Австро-Угорщини і створення.
Королівства Словенців, Хорватів і Сербів. Спочатку галерея перебувала в палаці Кресія Любляни, на своє нинішнє місце галерея переїхала в 1919 році.

## Приміщення
Існуюча будівля була побудована в 1896 році під час правління мера Івана Хрібара, який прагнув перетворити Любляну у столицю всіх словенських земель. Проект будівлі розроблений чеським архітектором Франтішеком Скарброутом. Спочатку будівля використовувалася Словенським культурним центром «Народний дім» для розміщення різних культурних об'єднань.
Будівля галереї знаходиться поруч з парком Тіволі. На початку 1990-х років за проектом словенського архітектора Едварда Равнікара був побудований новий корпус галереї. У 2001 році за проектом архітекторів Юрія Садара і Бостьяна Вуга була побудована велика скляна галерея, яка з'єднала обидва крила будівлі.

## Галерея

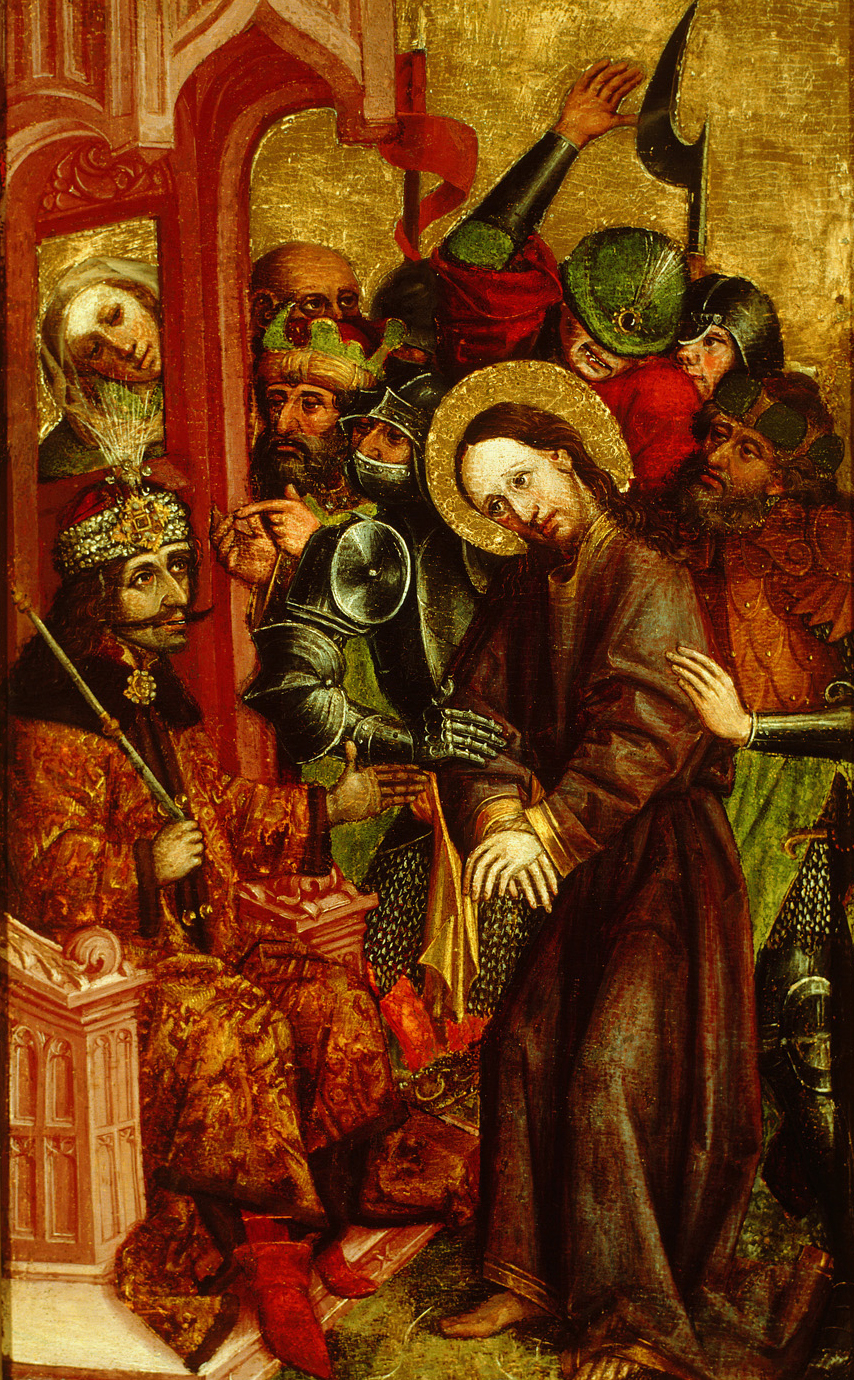
Невідомий автор: «Влад III Цепеш як Пілат, що судить Ісуса» (XV століття)
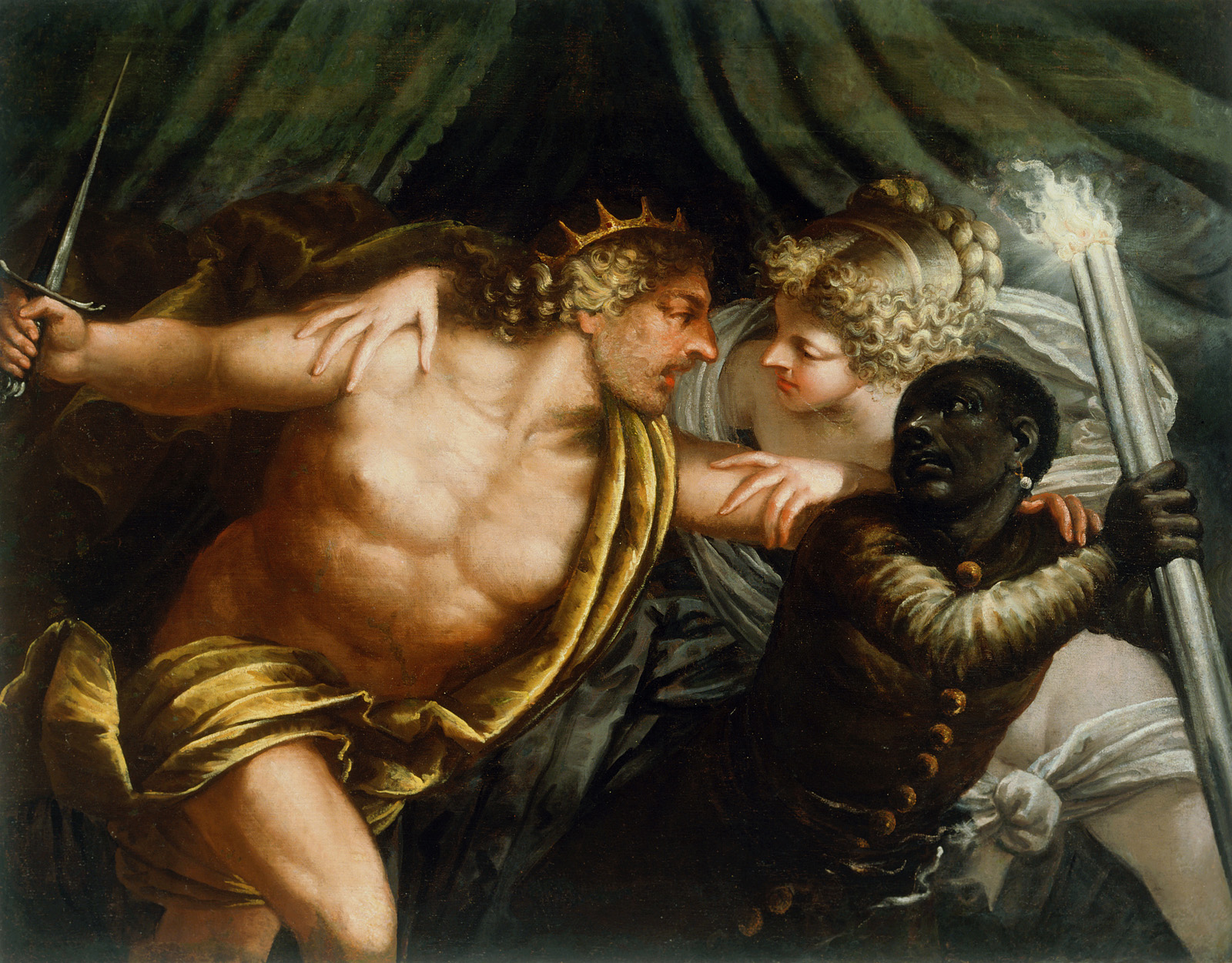
П'єтро Лібері: «Антична сцена» (XVII століття)
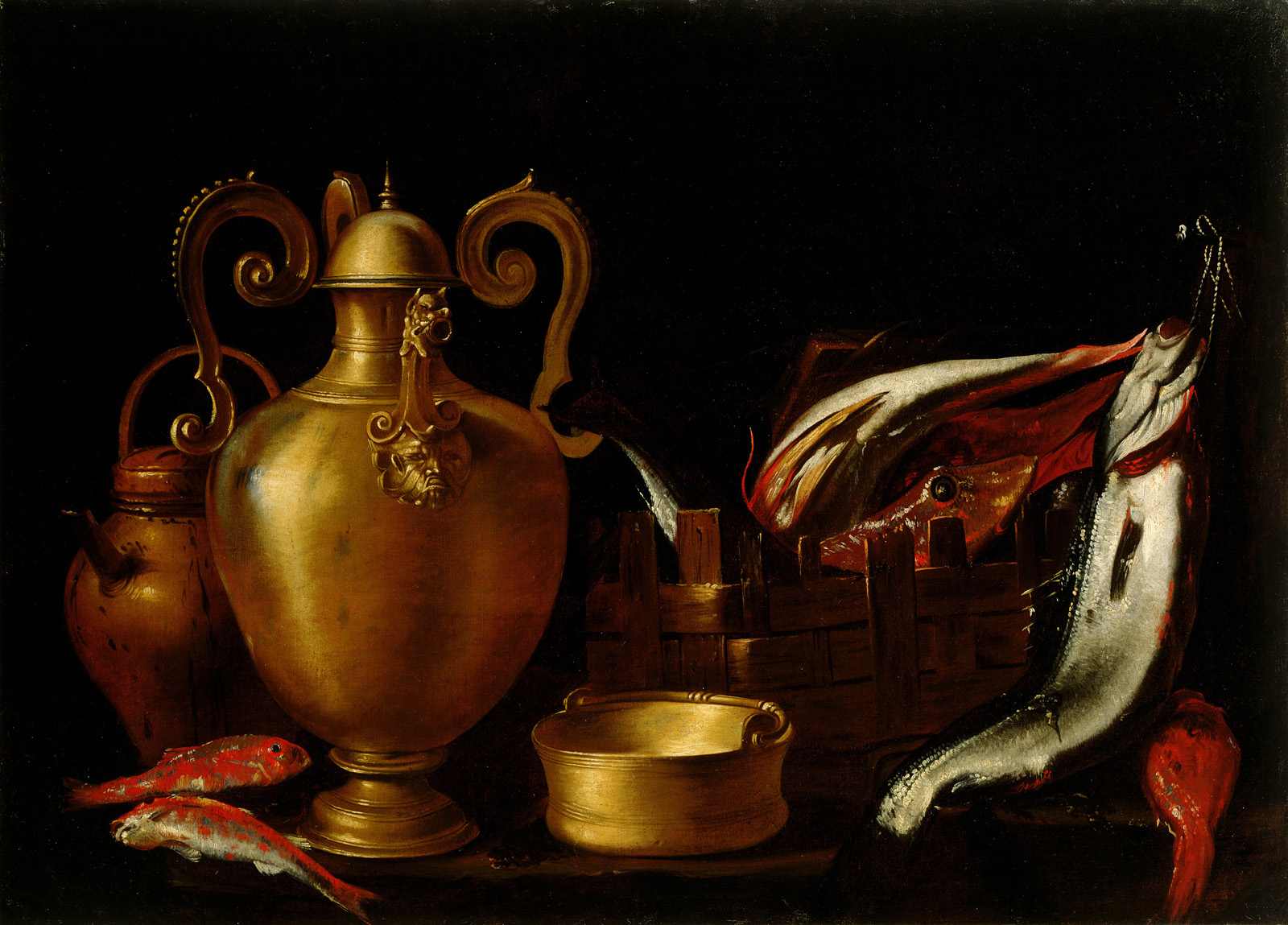
Джузеппе Рекко: «Посуд і риба» (1670-ті)
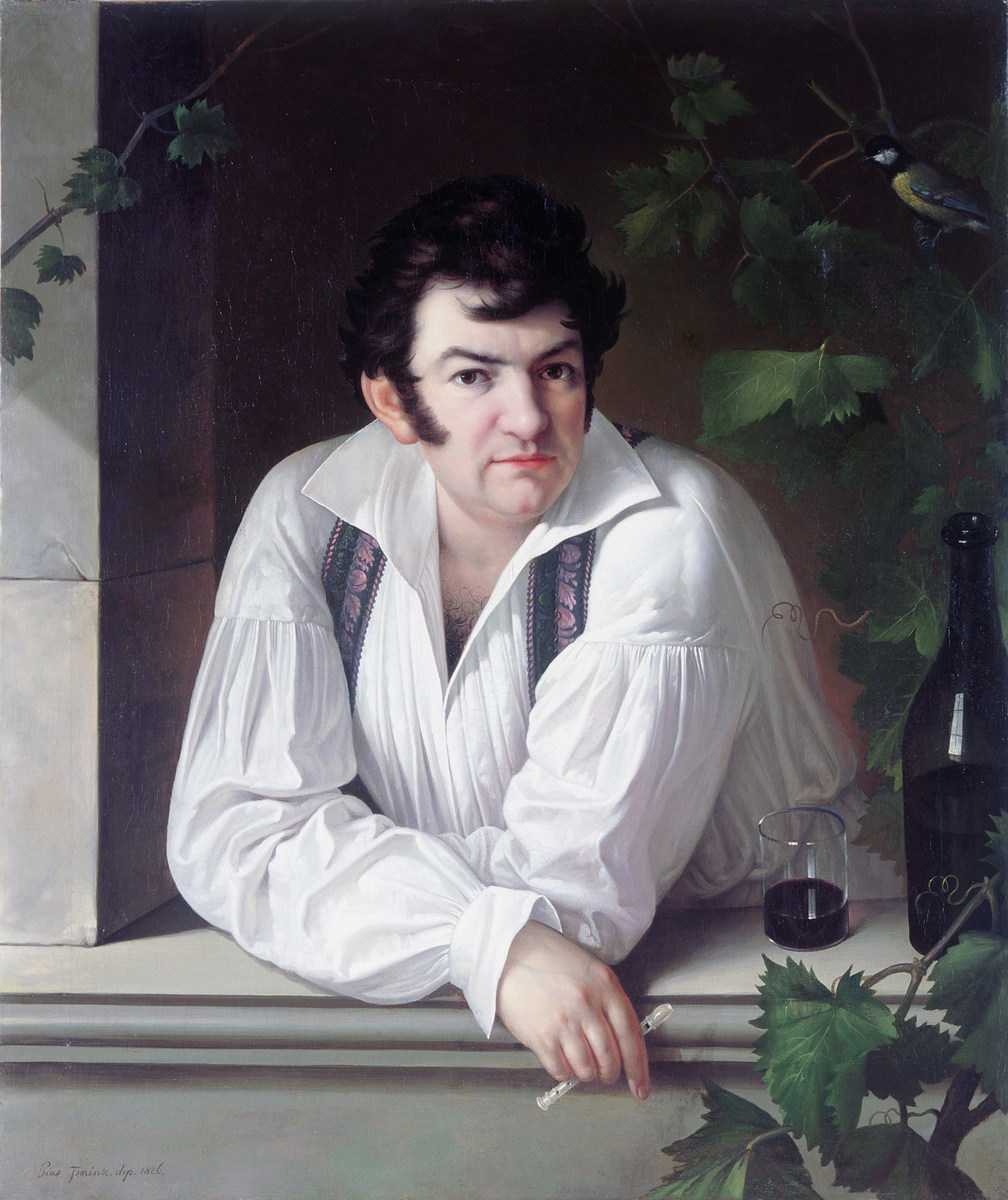
Йозеф Томінц: «Автопортрет» (1830-ті)
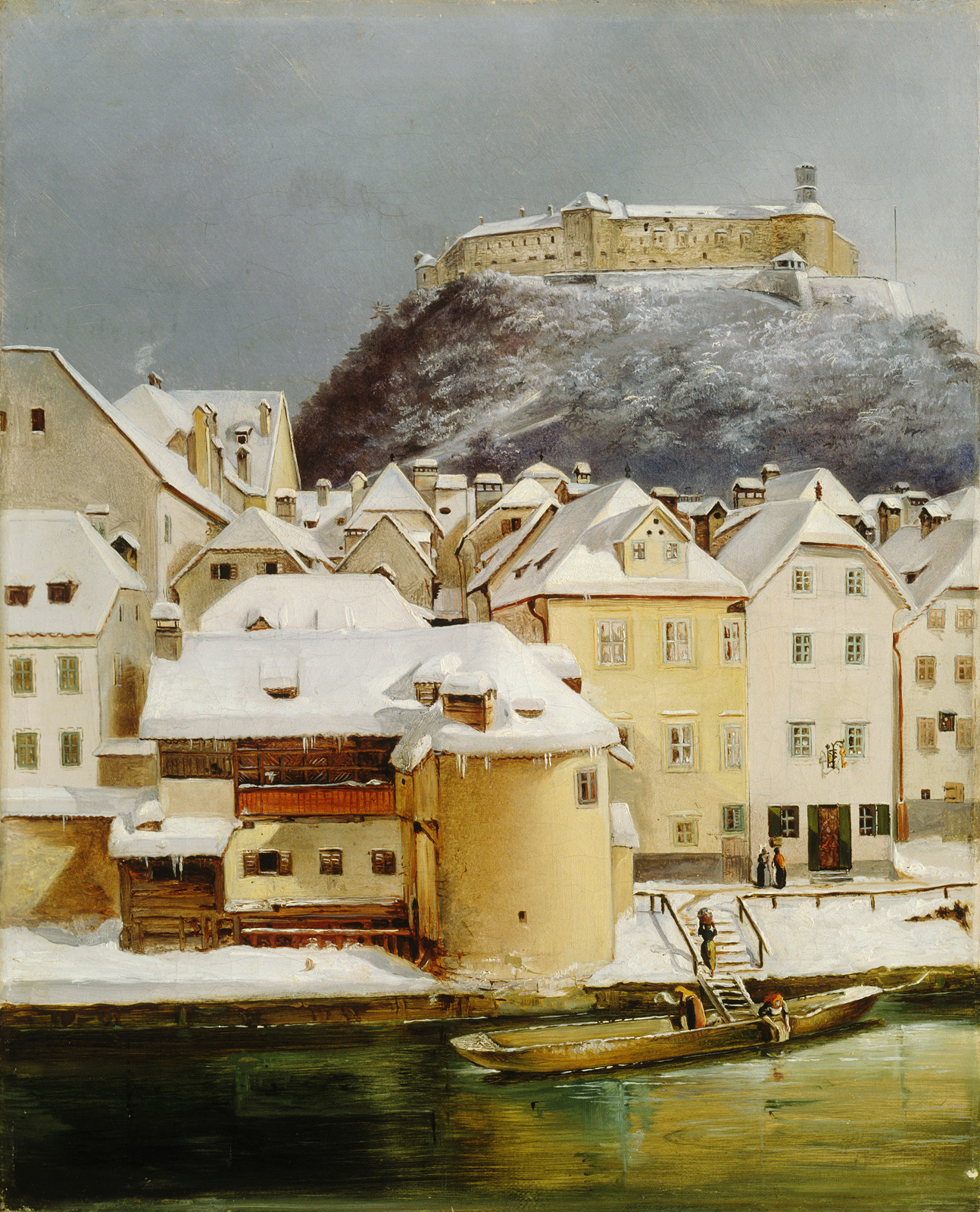
Павел Кюнль: «Рибальський квартал в Любляні» (1847)
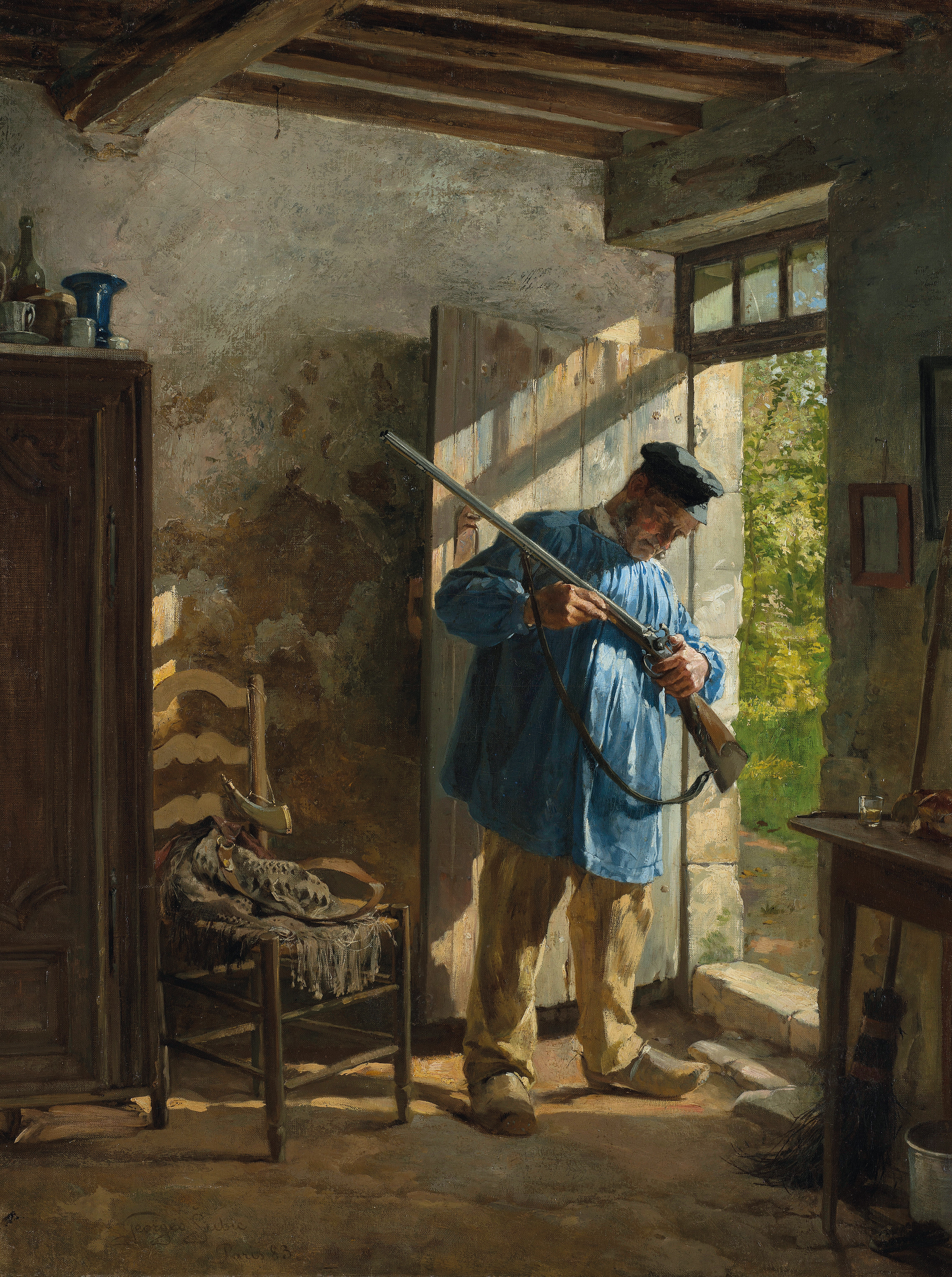
Юрій Шубіц: «Перед полюванням» (XIX століття)
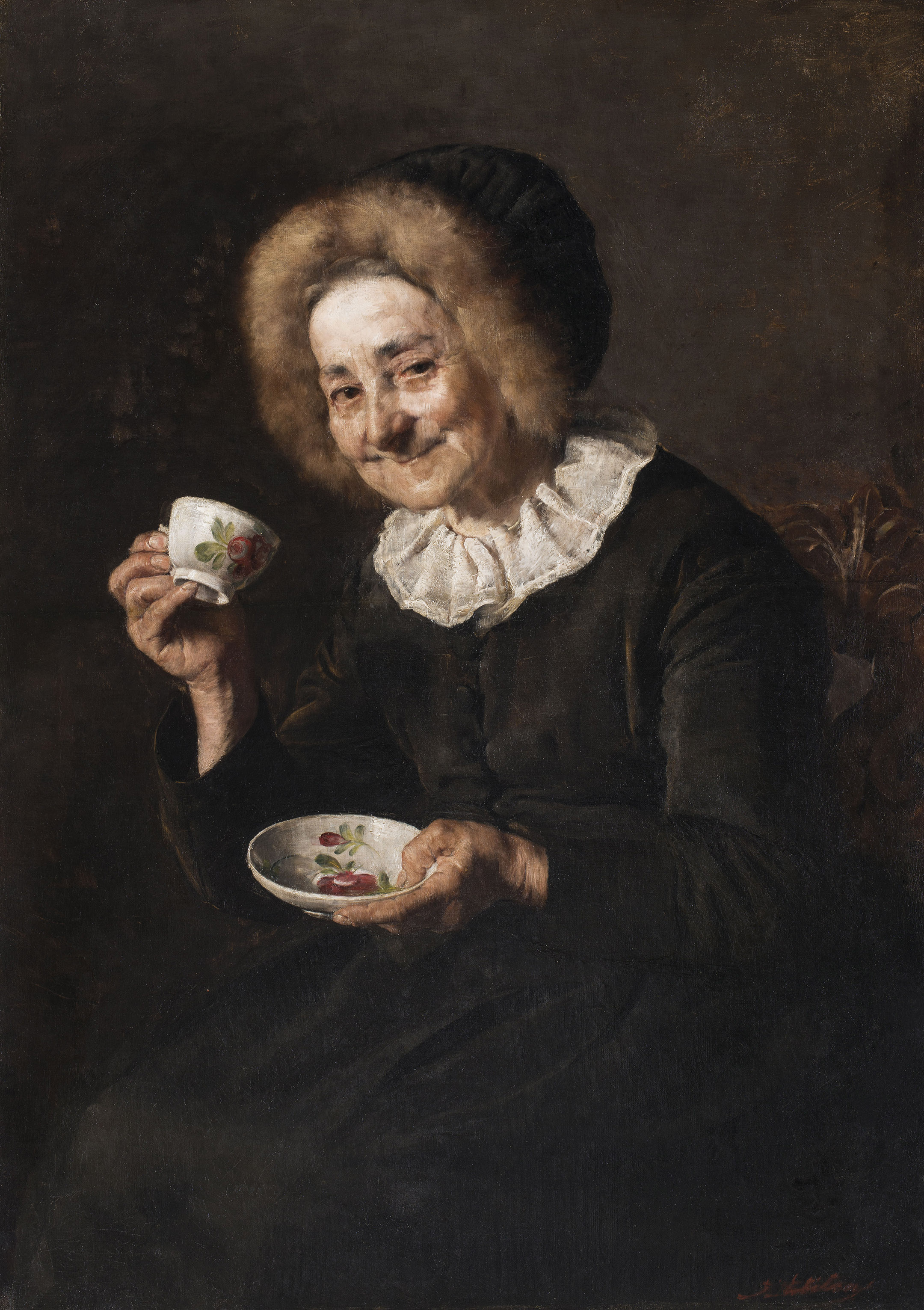
Івана Кобільца : «Стара жінка з кавою» (XIX століття)
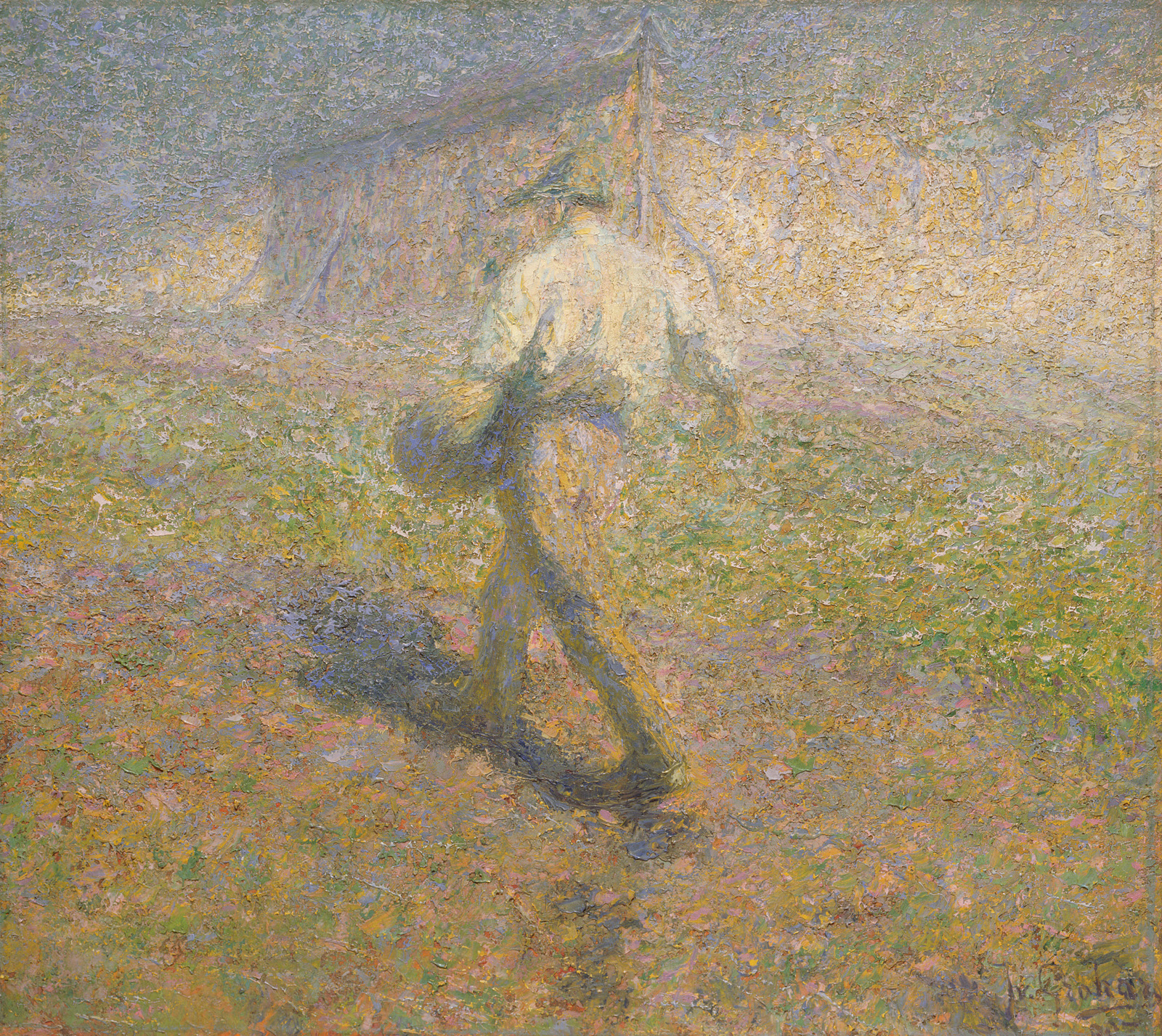
Іван Грохар: «Сівач» (1907)

## Експозиція
У постійній експозиції галереї представлені предмети мистецтва від Середньовіччя до початку XX століття. Фонтан Робба в стилі бароко після реставрації 2006 року поміщений в центральну скляну галерею.
У галереї представлені роботи відомих словенських і європейських майстрів, у тому числі таких як: Ладіслао де Гаус, Антон Ажбе, Ренато Біроллі, Массімо Кампільйо, Джованні Андреа Карлоне, Франс Франкен-молодший, Фрідріх Гауерман, Іван Грохар, Ріхард Якопич, Абрахам Янсенс, Якоб Йорданс, Джузеппе Рекко, Жан Жувене, Івана Кобільца, Філіп Малявін, Якоб Пінас, Жерар Зегерс, Матей Стернен, Елізабет Віже-Лебрен, Корнеліс де Валь, Іван Заєць, Янез Шубіц, Іван Шубіц.